# Plagne Centre
Plagne Centre is een skidorp in het Franse wintersportgebied La Plagne, deel van Paradiski. Het bevindt zich tussen 1940 en 2020 meter boven zeeniveau op het grondgebied van de gemeente La Plagne Tarentaise in het departement Savoie. Plagne Centre opende in 1961 met 2 liften en 4 pistes als het eerste skidorp van het nieuwe skigebied La Plagne. In de jaren 60 tot 90 werden er rondom Plagne Centre verschillende andere dorpen ingeplant, waaronder Plagne Aime 2000 in het westen, Plagne Villages in het oosten en Plagne 1800 in het noorden. Plagne Centre fungeert als het commerciële centrum van het skigebied. Architecturaal wordt het dorp gekenmerkt door eenvoudige modernistische blokken en torens met gevels in hout.